# Моріс Мак-Лафлін
Моріс Мак-Лафлін (англ. Maurice McLoughlin; 7 січня 1890 — 10 грудня 1957) — колишній американський тенісист.
Найвищу одиночну позицію світового рейтингу — 1 місце досяг 1914 року (за даними А. Волліса Маєрса).
Здобув 29 одиночних титулів.
Перемагав на турнірах Великого шолома в одиночному та парному розрядах.
Завершив кар'єру 1919 року.

## Фінали турнірів Великого шолома

### Одиночний розряд: (2–4)
| Результат | Рік  | Турнір                     | Покриття | Суперник              | Рахунок                 |
| --------- | ---- | -------------------------- | -------- | --------------------- | ----------------------- |
| Поразка   | 1911 | Національний чемпіонат США | Трава    | Вільям Ларнд          | 4–6, 4–6, 2–6           |
| Перемога  | 1912 | Національний чемпіонат США | Трава    | Воллас Ф. Джонсон     | 3–6, 2–6, 6–2, 6–4, 6–2 |
| Поразка   | 1913 | Вімблдонський турнір       | Трава    | Ентоні Вілдінґ        | 6–8, 3–6, 8–10          |
| Перемога  | 1913 | Національний чемпіонат США | Трава    | Річард Норріс Вільямс | 6–4, 5–7, 6–3, 6–1      |
| Поразка   | 1914 | Національний чемпіонат США | Трава    | Річард Норріс Вільямс | 3–6, 6–8, 8–10          |
| Поразка   | 1915 | Національний чемпіонат США | Трава    | Білл Джонстон         | 6–1, 0–6, 5–7, 8–10     |

### Парний розряд (3–2)
| Результат | Рік  | Турнір                           | Покриття | Партнер           | Суперники                     | Рахунок                 |
| --------- | ---- | -------------------------------- | -------- | ----------------- | ----------------------------- | ----------------------- |
| Перемога  | 1912 | Відкритий чемпіонат США з тенісу | Трава    | Том Банді         | Реймонд Літтл Гус Тушар       | 3–6, 6–2, 6–1, 7–5      |
| Перемога  | 1913 | Національний чемпіонат США       | Трава    | Том Банді         | Джон Стракан Кларенс Ґріффін  | 6–4, 7–5, 6–1           |
| Перемога  | 1914 | Національний чемпіонат США       | Трава    | Том Банді         | Джордж Черч Дін Маті          | 6–4, 6–2, 6–4           |
| Поразка   | 1915 | Національний чемпіонат США       | Трава    | Том Банді         | Кларенс Ґріффін Білл Джонстон | 6–2, 3–6, 4–6, 6–3, 3–6 |
| Поразка   | 1916 | Національний чемпіонат США       | Трава    | Генрі Ворд Доусон | Кларенс Ґріффін Білл Джонстон | 4–6, 3–6, 7–5, 3–6      |